# Gárdony (district)
Het district Gárdony, Gárdonyi járás, is een district, Hongaars: járás, in het Hongaarse comitaat Fejér. De hoofdstad is Gárdony. 

## Plaatsen
- Gárdony hoofdstad
- Kápolnásnyék
- Nadap
- Pákozd
- Pázmánd
- Sukoró
- Szabadegyháza
- Velence
- Vereb
- Zichyújfalu